# 1302

## Събития
11 юли 1302 – Битка при Куртре („Битка на шпорите“). Опълчението на фландрийските градове побеждава френските рицари.
1302 – Начало на Генералните щати във Франци

## Починали
- Чимабуе, италиански художник